# قارچ کلاه‌چسبی
قارچ کلاه‌چسبی (نام علمی: Suillus luteus) نام یک گونه از راسته قلنبه‌قارچ‌سانان است.